# Scapania
Scapania ist eine Lebermoosgattung der Ordnung Lophoziales. 

## Merkmale
Die Pflanzen haben kielig gefaltete Blätter. Die Blätter sind bis zur Hälfte oder sogar bis zum Grund in zwei ungleich große Lappen geteilt, wobei meist der Oberlappen kleiner ist. Unterblätter werden nicht gebildet. 

## Verbreitung und Systematik
Scapania ist die namensgebende Gattung der Familie Scapaniaceae. Die rund 50 Arten kommen vorwiegend auf der nördlichen Halbkugel vor. In Europa und Makaronesien gibt es rund 40 Arten, davon folgende auch in Deutschland:
- Scapania aequiloba
- Scapania apiculata
- Scapania aspera
- Scapania calcicola
- Scapania carinthiaca
- Scapania compacta
- Scapania curta
- Scapania cuspiduligera
- Scapania glaucocephala
- Scapania gymnostophila
- Scapania helvetica
- Scapania irrigua
- Scapania lingulata
- Scapania massalongi
- Scapania mucronata
- Hain-Spatenmoos (Scapania nemorea)
- Scapania paludicola
- Scapania paludosa
- Scapania scandica
- Scapania subalpina
- Scapania uliginosa
- Scapania umbrosa
- Bach-Spatenmoos (Scapania undulata)

## Belege
- Jan-Peter Frahm, Wolfgang Frey: Moosflora (= UTB. 1250). 4., neubearbeitete und erweiterte Auflage. Ulmer, Stuttgart 2004, ISBN 3-8252-1250-5.